# Dietrich Untertrifaller Architekten
Dietrich Untertrifaller Architekten ist ein europaweit tätiges österreichisches Architekturbüro mit Sitz in Bregenz und Wien. Das Büro unterhält außerdem Niederlassungen in St. Gallen (Schweiz), Paris und München.

## Gründungsphase
Das Büro wurde 1994 von Helmut Dietrich und Much Untertrifaller gegründet und ist ein  Vertreter der „Vorarlberger Schule“. Es wird heute von Much Untertrifaller, Dominik Philipp und Patrick Stremler geleitet und beschäftigt ein internationales Team von rund 100 Architekten, die in Österreich (Bregenz und Wien), der Schweiz (St. Gallen), Frankreich (Paris) und Deutschland (München) arbeiten. Im November 2023 trat Helmut Dietrich aus dem Büro aus.
Much Untertrifaller (* 1959 in Bregenz) arbeitete nach seinem Studium an der Technischen Universität Wien gemeinsam mit seinem Vater, Much Untertrifaller senior, und setzte 1992 mit dem Silvrettahaus auf der Bielerhöhe in Partenen ein Zeichen der Wende im alpinen Bauen. Er ist als freier Architekt eingetragen in den Architektenkammern von Baden-Württemberg (seit 1998), Bayern (seit 2016) und des Departements Île de France (seit 2015) sowie als Ziviltechniker in der Kammer für Wien, Niederösterreich und Burgenland (seit 2014). Von 2007 bis 2008 und seit 2016 lehrt er als Honorarprofessor an der HTWG Konstanz.

## Realisierungen (Auswahl)
- Hauptschule, Klaus, 2003; publiziert in l'architettura naturale (Dezember 2004), Detail (Januar 2004)
- Museum Inatura, Dornbirn, 2003 (mit Kaufmann-Lenz); publiziert in Architektur aktuell (September 2003)
- Wohnanlage Mühlweg, Wien, 2006; publiziert in Architektur aktuell (Juni 2007)
- Stadthalle F, Wien, 2006; publiziert in Baumeister (Februar 2006), Abitare (September 2006)
- Festspielhaus, Bregenz, 2006; publiziert in Architecture today (März 2007), Architektur aktuell (Juni 2007)
- Angelika-Kauffmann-Museum, Schwarzenberg, 2007; publiziert in Metamorphose (September 2009), Casabella (September 2008)
- REKA-Feriendorf, Urnäsch, (mit Roland Gnaiger); 2007; publiziert in Baumeister (Februar 2009)
- Haus A, Dornbirn, 2009; publiziert in Häuser (März 2011)
- Holztechnikum, Kuchl, 2009; publiziert in Séquences Bois (November 2010), Zuschnitt (Juni 2012)
- ETH Sport Center, Zürich, 2009 (mit Christof Stäheli); publiziert in Archithese (Januar 2010), Deutsche Bauzeitschrift (Juli 2010)
- Omicron Campus, Klaus, 2014; publiziert in Architektur aktuell (Januar/Februar 2016)
- Collège Jean-Monnet, Broons, 2016; publiziert in Séquences Bois (Sommer 2018)
- ENSAD, Kunsthochschule, Nancy, 2016; publiziert in Architektur aktuell (Oktober 2017)
- Volksschule Edlach, Dornbirn, 2016
- Haus D, Bregenz, 2016; publiziert in Kurier Immo Magazin (Februar 2017), Mein Wohntraum (Frühjahr 2017), Häuser des Jahres (2018)
- Volksschule Unterdorf, Höchst, 2016
- Musik- und Kongresszentrum, Straßburg, 2016; publiziert in Architektur aktuell (Januar/Februar 2017), C3 Public Space (März 2017)
- Haus der Musik, Innsbruck, 2018
- Stadtbibliothek Dornbirn, 2020[4]

## Auszeichnungen
- 2003: Österreichischer Bauherrenpreis, Preisträger: Inatura Dornbirn
- 2006: Österreichischer Bauherrenpreis, Preisträger: Wiener Stadthalle F
- 2006: Staatspreis Architektur und Nachhaltigkeit: Hauptschule, Klaus
- 2010: Goldenes Verdienstzeichen Land Wien: Verdienste um den Wohnbau in Wien
- 2011: IOC-IAKS-Award, Bronze: ETH Sport Center, Zürich (CH)
- 2013: LEED Platinum Award: Zentrale i+R Gruppe, Lauterach
- 2015: Holzbaupreis Vorarlberg: Mehrzweckhalle, Klaus + Wohnanlage Hof, Alberschwende
- 2015: ZV Bauherrenpreis: Omicron Campus, Klaus
- 2016: Prix d’Architecture Bretagne: Collège Jean-Monnet, Broons
- 2017: Prix National de la Construction Bois: Gymnase Alice Milliat, Lyon
- 2017: Staatspreis Architektur & Nachhaltigkeit: Volksschule Edlach, Dornbirn
- 2017: Canadian Wood Design Awards: Volksschule Unterdorf, Höchst + Gymnase Alice Milliat, Lyon + Collège Jean-Monnet, Broons
- 2018: The Plan Award: Elementary School Unterdorf, Höchst
- 2025: Preis der Stadt Wien für Architektur[5]

## Ausstellungen
- 2012: Rural Urbanism. ArchitekturHausKärnten Klagenfurt
- 2012: AIT Award 2012. Architektursalon Köln
- 2012: Projets d’architecture en bois. École Nationale Supérieure d’Architecture Paris
- 2012: Bauen mit Holz – Wege in die Zukunft. Pinakothek der Moderne München